# Maurice Renault
Pour les articles homonymes, voir Renault (homonymie).
Maurice Jean Louis Renault, né le 11 mai 1900 à Paris et mort dans la même ville le 30 septembre 1976, est un éditeur de littérature populaire.

## Biographie
En 1932, il crée une agence de publicité OPTA (Office de Publicité Technique et Artistique).
Pendant la Seconde Guerre mondiale, il est prisonnier dans un oflag en Autriche. Il participe à la réalisation d'un film Sous le manteau sur la vie au sein du camp. Ce film ne sera diffusé qu’en 1956.
Après la guerre, il reprend la direction d'OPTA et l'ouvre à l'édition spécialisée dans le roman policier et la science-fiction. En 1948 il commence la publication de Mystère magazine. Puis à partir d'octobre 1953, il lance Fiction, "revue littéraire de l'Etrange" (insolite, fantastique, science-fiction). En revanche, la première série de Galaxie est le fait d'un concurrent. Elle disparaîtra vite avant d'être relancée par Opta en 1964. Dans le genre récits noirs, il lance Suspense en avril 1956 puis Alfred Hitchcock magazine en mai 1961.
En 1957, il fonde le Club du livre policier diffusant par correspondance des classiques de littérature policière dans des éditions de luxe numérotées.
Parallèlement, dans les années 1950, il devient l'agent littéraire de Jean Ray, Lovecraft, Léo Malet, Pierre Véry, Noël Calef, Louis C. Thomas.
Il est également à partir de 1952, producteur de l'émission radiophonique Le Jeu du mystère et de l’aventure animée par Pierre Billard.
Ayant eu recours à un investisseur financier pour financer ses différentes activités, il devient minoritaire au sein d’OPTA et est licencié en 1965.
Maurice Renault a largement contribué à l'essor de la littérature populaire. C'est en hommage à ce travail que l'association 813 décerne chaque année un prix portant son nom Prix Maurice Renault / Trophées du Meilleur ouvrage critique  afin de récompenser la meilleure étude policière.

## Hommages posthumes
- Le roman La Justice d'Arsène Lupin (1977) lui est dédié par les coauteurs Boileau-Narcejac.

## Sources
- Claude Mesplède (dir.), Dictionnaire des littératures policières, vol. 2 : J - Z, Nantes, Joseph K, coll. « Temps noir », 2007, 1086 p. (ISBN 978-2-910-68645-1, OCLC 315873361).
- Jacques Sadoul Le créateur de Fiction disparaît Univers no 8 (éditions J'ai lu no 732, 1977)